# Dacryphanes
Dacryphanes é um gênero de mariposa pertencente à família Acrolophidae.